# Гексаметилендиамин
Гексаметилендиамин NH2(CH2)6NH2 — бесцветные кристаллы с характерным аминным запахом, похожим на пиперидин, легко растворим в органических растворителях. Содержит гексаметиленовый фрагмент с аминогруппами на конце.
В 2005 году годовое производство составило около одного миллиона тонн.

## Синтез
В настоящее время гексаметилендиамин производят гидрированием адипонитрила.
Реакцию проводят в расплаве, с добавлением аммиака, катализаторы — кобальт и железо:
NC(CH2)4CN + 4 H2 → H2N(CH2)6NH2
Реакция идёт с хорошим выходом, дополнительно получают важные побочные продукты (за счёт реакции образования частично гидрированных продуктов: 1,2-диаминоциклогексана, гексаметиленимина и бис-гексаметилентриамина).

## Применение
С органическими и неорганическими кислотами гексаметилендиамин образует соли. Соли гексаметилендиамина при нагревании с органическими кислотами превращаются в амиды соответствующих кислот. Эта реакция используется для получения на основе гексаметилендиамина ценных полимерных продуктов — полиамидов (например, найлон-66 путём конденсации с адипиновой кислотой). Также генерируемый из гексаметиленамина гексаметилен изоцианат является ценным мономером в производстве полиуретанов. Диамин также является кросс-связывающим реагентом при производстве эпоксидных смол.

## Безопасность
Умеренно токсичен, ЛД50 составляет 792—1127 мг/кг. Однако, как и другие основные амины, он способен вызывать сильные раздражения и ожоги  кожи, дерматиты. Устойчив на воздухе, но горюч. Интервалы взрываемости воздушных смесей 0,7 — 6,3 %.
Способен вызывать коррозию некоторых материалов.